# Telemeter-Gletscher
Der Telemeter-Gletscher ist ein Gletscher im ostantarktischen Viktorialand. Im westlichen Teil der Quartermain Mountains fließt er in 1,5 km südwestlich des Fireman-Gletschers.
Das New Zealand Geographic Board benannte ihn 1993 nach dem Telemeter, einem Gerät in der Geodäsie zur Bestimmung von Ausdehnungen und Entfernungen.